# FK Oeral
FK Oeral (Russisch: ФК Урал) is een Russische voetbalclub uit de Premjer-Liga van het betaald voetbal. De club heeft haar thuisbasis in de stad Jekaterinenburg, maar wordt ook gezien als de voetbalclub van de hele oblast Sverdlovsk. De club staat ook bekend als FK Oeral Jekaterinenburg en FK Oeral oblast Sverdlovsk.

## Geschiedenis

### Sovjet-Unie
De club werd opgericht in 1930. In 1948 speelde de club voor het eerst in de tweede klasse van de Sovjet-Unie in een reeks met stadsrivalen Dinamo en ODO Sverdlovsk. In 1949 werd de club vijfde, terwijl rivaal DO Sverdlovsk de titel won. Doordat de tweede klasse grondig hervormd werd speelde de club van 1950 tot 1952 niet in de nationale reeksen. De club eindigde elk jaar in de middenmoot en in 1959 werden ze tweede achter Pamir Leninabad. Twee jaar later werden ze opnieuw tweede, nu achter Lokomotiv Tsjeljabinsk. In 1962 werden ze groepswinnaar en werd dan derde in de eindronde om promotie. Na twee plaatsen in de middenmoot werden ze in 1965 tweede achter Tekstilsjtsjik Ivanovo. In 1966 bereikten ze in de beker de kwartfinale, die ze verloren van Tsjernomorets Odessa. In 1967 eindigde de club opnieuw tweede, achter Sjachtjor Karaganda. Het volgende seizoen werden ze met grote voorsprong kampioen en kon via de eindronde ook de promotie afdwingen. Ook in de beker had de club dat jaar opnieuw succes. Tsjernomorets Odessa werd nu verslagen en zelfs Dinamo Tbilisi. Torpedo Moskou versloeg de club in de kwartfinale. In het eerste seizoen bij de elite eindigde de club laatste en degradeerde meteen weer. 
In de tweede klasse was er vanaf 1970 nog maar één reeks waardoor de concurrentie zwaarder werd. Na twee seizoenen middenmoot volgde een degradatie. In de derde klasse werd de club meteen kampioen en kon voor twee jaar terugkeren alvorens opnieuw te degraderen. Ook nu beperkte de club de afwezigheid tot één seizoen. Na twee magere seizoenen eindigde de club in 1979 negende op 24 clubs, maar het volgende seizoen werd de club laatste. Deze keer kon de club niet meteen terugkeren en werd de volgende jaren een middenmoter. Pas in 1985 deed de club weer mee aan de top toen ze tweede werden achter Zvezda Perm. Ook in 1987 was het Perm dat de club van de titel hield, maar het jaar erop werden ze wel groepswinnaar. In de eindronde om promotie was het echter Fakel Voronezj dat aan het langste eind trok. In 1989 werden ze met één punt achterstand op Lokomotiv Gorki vicekampioen en in 1990 werden ze opnieuw kampioen en promoveerde nu rechtstreeks. De terugkeer in de tweede klasse was een groot succes en de club werd derde en bereikte dat jaar opnieuw de kwartfinale in de beker, die ze verloren van Lokomotiv Moskou. 

### Rusland
Na het uiteenvallen van de Sovjet-Unie kreeg Oeralmasj een plaats in de Premjer-Liga en speelde daar vervolgens vijf seizoenen; van 1992 tot 1996. In 1993 en 1995 haalde de club met de achtste plaats haar hoogste positie ooit. Hoewel Oeralmasj in 1996 de halve finales bereikte van de Intertoto Cup, bereikte Oeralmasj uiteindelijk de 16e plaats van de 18 clubs en degradeerde naar de eerste divisie. In 1997 zakte de club nog verder, naar de Tweede Divisie. Van 1998 tot 2002 speelde Oeralmasj vervolgens in deze divisie. Nadat het team in 2002 weer naar de eerste divisie werd gepromoveerd, veranderde de club haar naam naar FK Oeral. Een jaar later degradeerde de club opnieuw, maar promoveerde weer na het seizoen 2004-2004.
Vanaf 2005 draaide de club bovenin mee in de competitie. Toch wist men telkens niet te promoveren. In 2013 werd de club kampioen en promoveerde het voor het eerst sinds 1996 weer naar de Premjer-Liga. In 2017 en 2019 verloor Oeral de finale om de Russische voetbalbeker. In 2024 degradeerde de club na elf seizoenen uit de Premjer Liga. 

## Naamswijzigingen
- 1930-1932: Komanda Oeralmasjstroja
- 1933-1936: Komanda Oeralmasjszavoda
- 1937-1948: Avangard Sverdlovsk
- 1949-1952: OeralMasj Sverdlovsk
- 1953-1957: Avangard Sverdlovsk
- 1958-1959: Masjinostroitel Sverdlovsk
- 1960-1990: OeralMasj Sverdlovsk
- 1991-2002: OeralMasj Jekaterinenburg
- 2003-heden: FK Oeral

## Eindklasseringen (grafisch) vanaf 1992
| 9 |

| 8 |

| 14 |

| 8 |

| 16 |

| 20 |

| 3 |

| 7 |

| 2 |

| 1 |

| 1 |

| 19 |

| 1 |

| 7 |

| 3 |

| 5 |

| 4 |

| 8 |

| 7 |

| - |

| 6 |

| 1 |

| 11 |

| 13 |

| 8 |

| 11 |

| 12 |

| 10 |

| 11 |

| 12 |

| Premjer-Liga | FNL | 2e divisie |

## FK Oeral in Europa
#Q = #voorronde, #R = #ronde, Groep = groepsfase, 1/8 = achtste finale, 1/4 = kwartfinale, PUC = punten UEFA coëfficiënten 
| Seizoen | Competitie    | Ronde         | Land                | Club                | Score            | PUC |
| ------- | ------------- | ------------- | ------------------- | ------------------- | ---------------- | --- |
| 1996    | Intertoto Cup | Groep 11      | Vlag van Malta      | Hibernians FC Paola | 2-1 (U)          | 0.0 |
|         |               | Groep 11      | Vlag van Bulgarije  | CSKA Sofia          | 2-1 (T)          | 0.0 |
|         |               | Groep 11      | Vlag van Frankrijk  | RC Strasbourg       | 1-1 (U)          | 0.0 |
|         |               | Groep 11 (1e) | Vlag van Turkije    | Kocaelispor Izmit   | 2-0 (T)          | 0.0 |
|         |               | 1/2           | Vlag van Denemarken | Silkeborg IF        | 1-2 (T), 1-0 (U) | 0.0 |

## Bekende (ex-)spelers
- Artjom Fidler
- Edgar Manucharian
- Oleg Sjatov
- / Carlos Strandberg
- Rai Vloet